# Cola Cao

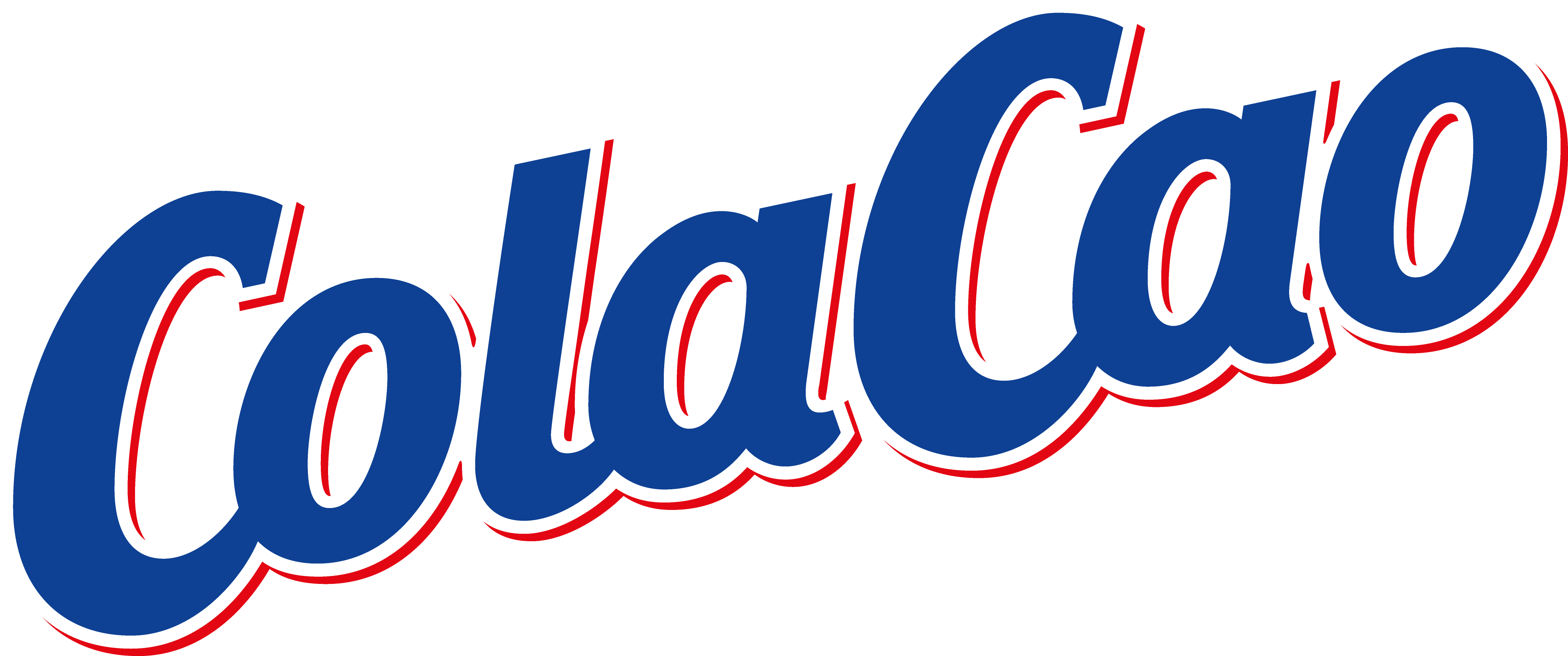
Logotype de la marque.

Cola Cao est une marque espagnole de chocolat en poudre, lancée dans le marché en 1945. 

## Histoire
La marque Cola Cao est créée en 1945 par deux barcelonais, José María Ventura et José Ignacio Ferrero.
En 2015, elle devient propriété de la famille Ferrero, au sein du groupe Nutrexpa.

## Caractéristiques
Soluble, le Cola Cao est surtout conçu pour être dilué dans du lait chaud, en obtenant ainsi un chocolat chaud. En été on peut aussi en faire une boisson rafraîchissante, quoique dans ce cas il faut bien le mélanger avec le lait froid, avec un coquetelier, par exemple. 

## Popularité
Cette marque est si populaire en Espagne que le terme « Cola Cao » est très largement utilisé par la population espagnole comme un synonyme de « chocolat chaud » (c'est un cas de métonymie). Par ailleurs la boisson obtenue avec la poudre de Cola Cao est si liquide qu'elle correspond assez bien à ce qu'en France, par exemple, est appelé un « chocolat chaud ». Effectivement le chocolat chaud traditionnel espagnol est si dense que les espagnols l'appellent chocolate a la taza (littéralement : « chocolat à la tasse ») ou bien, aussi, chocolate espeso (littéralement : « chocolat épais »). Ils distinguent ainsi le « Cola Cao » (devenu un terme générique correspondant, par métonymie, à toute boisson chocolatée chaude et plutôt très liquide) du chocolate a la taza ou chocolate espeso (le chocolat traditionnel espagnol, une boisson chaude très dense et epaisse, que l'on obtient avec d'autres procédés).

## Distribution et mode d'emploi
Le Cola Cao se vend dans quasiment tous les magasins alimentaires d'Espagne. Il se prépare à la maison même s'il est aussi possible, quoique plus rarement, de le commander dans un café, un bistrot ou un bar. Dans ces établissements la boisson espagnole chocolatée la plus habituelle, que l'on peut commander froide ou chaude, est celle de la marque Cacaolat, semblable à la marque française Cacolac, quoique plus ancienne (effectivement le Cacaolat fut créé en 1931 à Barcelone alors que le Cacolac fut créé à Bordeaux en 1954).